# Brandau-Gletscher
Der Brandau-Gletscher ist ein breiter und 24 km langer Gletscher in der antarktischen Ross Dependency. Im Königin-Maud-Gebirge fließt er von der Wasserscheide zwischen dem Haynes Table und den Husky Heights in westlicher Richtung zum Keltie-Gletscher, den er westlich des Ford Spur erreicht.
Das Advisory Committee on Antarctic Names benannte ihn 1965 nach Lieutenant Commander James F. „Jim“ Brandau (* 1934) von der United States Navy, einem Piloten der Flugstaffel VX-6 während der Operation Deep Freeze von 1964 bis 1965.